# 史密斯菲爾德 (內布拉斯加州)
史密斯菲爾德（英語：Smithfield）是位於美國內布拉斯加州高斯帕縣的村。

## 人口
根據2020年美國人口普查的數據，史密斯菲爾德的面積為0.44平方千米，皆為陸地。當地共有人口60人，而人口密度為每平方千米136人。